# Fancy Gap
Fancy Gap es un lugar designado por el censo en el  Condado de Carroll, Virginia, Estados Unidos. Según el censo de 2010 tenía una población de 237 habitantes.

## Demografía
Según el censo del 2000, Fancy Gap tenía 260 habitantes, 110 viviendas, y 81 familias. La densidad de población era de 24,8 habitantes por km².
De las 110 viviendas en un 25,5%  vivían niños de menos de 18 años, en un 67,3%  vivían parejas casadas, en un 5,5% mujeres solteras, y en un 25,5% no eran unidades familiares. En el 23,6% de las viviendas  vivían personas solas el 13,6% de las cuales correspondía a personas de 65 años o más que vivían solas. El número medio de personas viviendo en cada vivienda era de 2,36 y el número medio de personas que vivían en cada familia era de 2,79.
Por edades la población se repartía de la siguiente manera: un 20,8% tenía menos de 18 años, un 6,2% entre 18 y 24, un 25,8% entre 25 y 44, un 30,4% de 45 a 60 y un 16,9% 65 años o más.
La edad media era de 42 años.  Por cada 100 mujeres de 18 o más años  había 85,6 hombres.
La renta media por vivienda era de 22.250$ y la renta media por familia de 50.809$. Los hombres tenían una renta media de 36.250$ mientras que las mujeres 32.500$. La renta per cápita de la población era de 16.997$. En torno al 12,7% de las familias y el 22,3% de la población estaban por debajo del umbral de pobreza.

## Localidades adyacentes
El siguiente diagrama muestra a las localidades más próximas a Fancy Gap.